# Kromnów (województwo dolnośląskie)
Kromnów (niem. Krommenau) – wieś w Polsce położona w województwie dolnośląskim, w powiecie karkonoskim, w gminie Stara Kamienica.

## Podział administracyjny
| SIMC    | Nazwa    | Rodzaj    |
| ------- | -------- | --------- |
| 0192399 | Kopanina | część wsi |

W latach 1975–1998 miejscowość administracyjnie należała do województwa jeleniogórskiego.

## Nazwy historyczne
- 1300 Crumpow
- 1343 Kromonov
- 1374 Crumnov, Cromnow
- 1552 Kromenau vel Crommenau
- 1668 Crommenhau
- 1677 Krummenau
- 1687 Crumenaw
- 1721 Crommenau
- 1825 Krommenau
- 1945 Krąpów, Krąpnów, Krumnów, Krępna, Krimnów
- 1946 Kromnów

## Zabytki
Do wojewódzkiego rejestru zabytków wpisane są obiekty:
- kościół filialny. pw. św. Jerzego, drewniany, z XVI w.
- dawny kościół ewangelicki z 1744 r., od roku 2011 funkcjonuje w nim galeria sztuki